# L'eredità (film 2003)
L'eredità (Arven) è un film del 2003, diretto da Per Fly ed è il secondo capitolo di una trilogia, iniziata con La panchina (2000) e conclusa con Gli innocenti (2005).
Girato con alto margine d'improvvisazione, il film ha riscosso un gran successo in patria (Danimarca).

## Trama
Christoffer vive a Stoccolma con la moglie ed attrice Maria ed insieme mandano avanti un ristorante di ottimo livello. La famiglia di Christoffer è proprietaria di un'importante acciaieria danese che però sta attraversando un difficile periodo di crisi. L'improvviso suicidio del fondatore della fabbrica, nonché suo padre, costringe Christoffer, che non si era mai voluto occupare dell'acciaieria, a ritornare a casa per prendere in mano le redini dell'azienda e salvarla dalla bancarotta. Appoggiato dalla ferrea madre Annelise, Christoffer riesce a risollevare le sorti della fabbrica, ma il raggiungimento di quest'impresa arriva a caro prezzo, costringendolo a sacrificare totalmente la sua vita privata e mandando in frantumi il suo matrimonio con Marie.

## Critica
- Dramma altoborghese, quasi un Ibsen aggiornato all'era dell'economia globale, non lontano dalla tragedia classica: si affaccia sulla nozione di destino che determina le scelte del protagonista e di cui la sua terribile madre sembra l'esecutore. Commento del dizionario Morandini che assegna al film tre stelle su cinque di giudizio.[1]
- Il Dogma 95 si sgretola lasciando in eredità (sic!) una miriade di stilemi che perdono gran parte del loro significato una volta smarrito l'originario spirito rivoluzionario. Commento del dizionario Farinotti che assegna al film due stelle su cinque di giudizio[2].

## Curiosità
- Il regista fa un cameo ed appare nel ruolo di un cameriere.
- Nikolaj Lie Kaas era la prima scelta per il ruolo del protagonista.